# Max Gumpel
Leonard Max Gumpel  (Estocolm, 23 d'abril de 1899 – Estocolm, 3 d'agost de 1965) va ser un waterpolista i nedador suec que va competir durant el primer quart del segle xx.
En el seu palmarès destaquen dues medalles als Jocs Olímpics com a waterpolista. El 1912 a Estocolm guanyà la medalla de plata, mentre a Anvers, el 1920, guanyà la de bronze. Abans, com a nedador havia pres part als Jocs Olímpics de 1908, a Londres, on va disputar la prova dels 200 metres braça del programa de natació, on va ser eliminat en sèries. Posteriorment, entre 1919 i 1931, va ser membre de la federació sueca de natació.
Gumpel va tenir una curta relació amb Greta Garbo, abans que ella es traslladés a Hollywood. Amb tot, van mantenir l'amistat durant la resta de les seves vides i Garbo solia ser convidada per Gumpel quan visitava Suècia.
El 1912 es graduà en construcció i fundà l'empresa Gumpel & Bengtsson, que aviat va assumir una posició de lideratge a Suècia. Durant la Segona Guerra Mundial va estar involucrat en un cas d'espionatge, juntament amb el seu amic Eric Erickson. Amb l'ajuda de les potències aliades van obtenir les ubicacions exactes de les refineries de petroli del règim nazi a Alemanya, que més tard foren bombardejades. Aquests fets foren recollits en un llibre i una pel·lícula de 1962 The Counterfeit Traitor.